# Вінг (Північна Дакота)
Вінг (англ. Wing) — місто (англ. city) в США, в окрузі Берлі штату Північна Дакота. Населення — 132 особи (2020).

## Географія
Вінг розташований за координатами 47°8′33″ пн. ш. 100°16′59″ зх. д. / 47.14250° пн. ш. 100.28306° зх. д. (47.142476, -100.283148).  За даними Бюро перепису населення США в 2010 році місто мало площу 1,52 км², уся площа — суходіл. В 2017 році площа становила 1,65 км², уся площа — суходіл.

## Демографія
Згідно з переписом 2010 року, у місті мешкали 152 особи в 66 домогосподарствах у складі 41 родини. Густота населення становила 100 осіб/км².  Було 90 помешкань (59/км²).
Расовий склад населення:
| - 94,1 % — білих - 2,6 % — корінних американців |

До двох чи більше рас належало 3,3 %. Частка іспаномовних становила 0,7 % від усіх жителів.
За віковим діапазоном населення розподілялося таким чином: 26,3 % — особи молодші 18 років, 54,6 % — особи у віці 18—64 років, 19,1 % — особи у віці 65 років та старші. Медіана віку мешканця становила 45,5 року. На 100 осіб жіночої статі у місті припадало 108,2 чоловіків;  на 100 жінок у віці від 18 років та старших — 124,0 чоловіків також старших 18 років.
Середній дохід на одне домашнє господарство  становив 53 396 доларів США (медіана — 44 750), а середній дохід на одну сім'ю — 60 871 долар (медіана — 50 000). За межею бідності перебувало 7,9 % осіб, у тому числі 5,9 % дітей у віці до 18 років та 7,3 % осіб у віці 65 років та старших.
Цивільне працевлаштоване населення становило 57 осіб. Основні галузі зайнятості: освіта, охорона здоров'я та соціальна допомога — 33,3 %, роздрібна торгівля — 12,3 %, транспорт — 8,8 %, будівництво — 7,0 %.